# تکافل مالزی
تکافل مالزی (انگلیسی: Takaful Malaysia) شرکت خدمات مالی مالزیایی است، که در سال ۱۹۸۴ تأسیس شد.